# Fábio Abreu Costa
Fábio Abreu Costa (Fortaleza, CE, 31 de dezembro de 1972) é um policial militar e político brasileiro filiado ao Podemos (PODE). Exerceu o mandato de deputado federal pelo Piauí de 1 de fevereiro de 2015 a 1 de fevereiro de 2023.

## Dados biográficos
Ingressou na Polícia Militar do Piauí em 1993 e possui especialização em Segurança Pública pela Universidade Estadual do Piauí em 2013. Ao tempo de sua eleição como deputado federal pelo PTB em 2014, ostentava a patente de capitão. Licenciou-se do mandato no terceiro governo Wellington Dias para assumir a Secretaria de Segurança Pública sendo convocado o suplente Silas Freire. Em 17 de abril de 2016, Fábio Abreu votou contra a abertura do processo de impeachment de Dilma Rousseff, sendo reeleito deputado federal pelo PR em 2018. Contudo, a posse de Wellington Dias para seu quarto mandato como governador do Piauí ocasionou o retorno de Abreu ao cargo de secretário de Segurança e a convocação sucessiva dos suplentes Merlong Solano e Paes Landim.

## Desempenho em eleições
| Ano  | Eleição               | Coligação                                                                         | Partido | Candidato a      | Votos           | Resultado  |
| ---- | --------------------- | --------------------------------------------------------------------------------- | ------- | ---------------- | --------------- | ---------- |
| 2014 | Federal no Piauí      | A Vitória com a Força do Povo (PT / PP / PTB / PHS / PR / PROS / PRP / SD)        | PTB     | Deputado federal | 80.839 (5,09%)  | Eleito     |
| 2018 | Federal no Piauí      | A Vitória com a Força do Povo II (MDB / PP / PTB / PC DO B / PR / PDT / PSD / PT) | PR      | Deputado federal | 132.719 (8,09%) | Eleito     |
| 2020 | Municipal de Teresina | A Mudança com a Força do Povo (PL / Republicanos / PMN / PTB)                     | PL      | Prefeito         | 29.037 (7,02%)  | Não eleito |
| 2022 | Federal do Piauí      | PSD                                                                               | PSD     | Deputado federal | 57.027 (2,91%)  | Não eleito |